# کیم اویی-تائه
کیم اویی-تائه (انگلیسی: Kim Eui-tae؛ زادهٔ ۲ ژوئن ۱۹۴۱) جودوکار اهل کره جنوبی بود.